# Агур

18 января 1955 года, наблюдатели ООН в мошаве Агур после того, как террористы убили двух трактористов

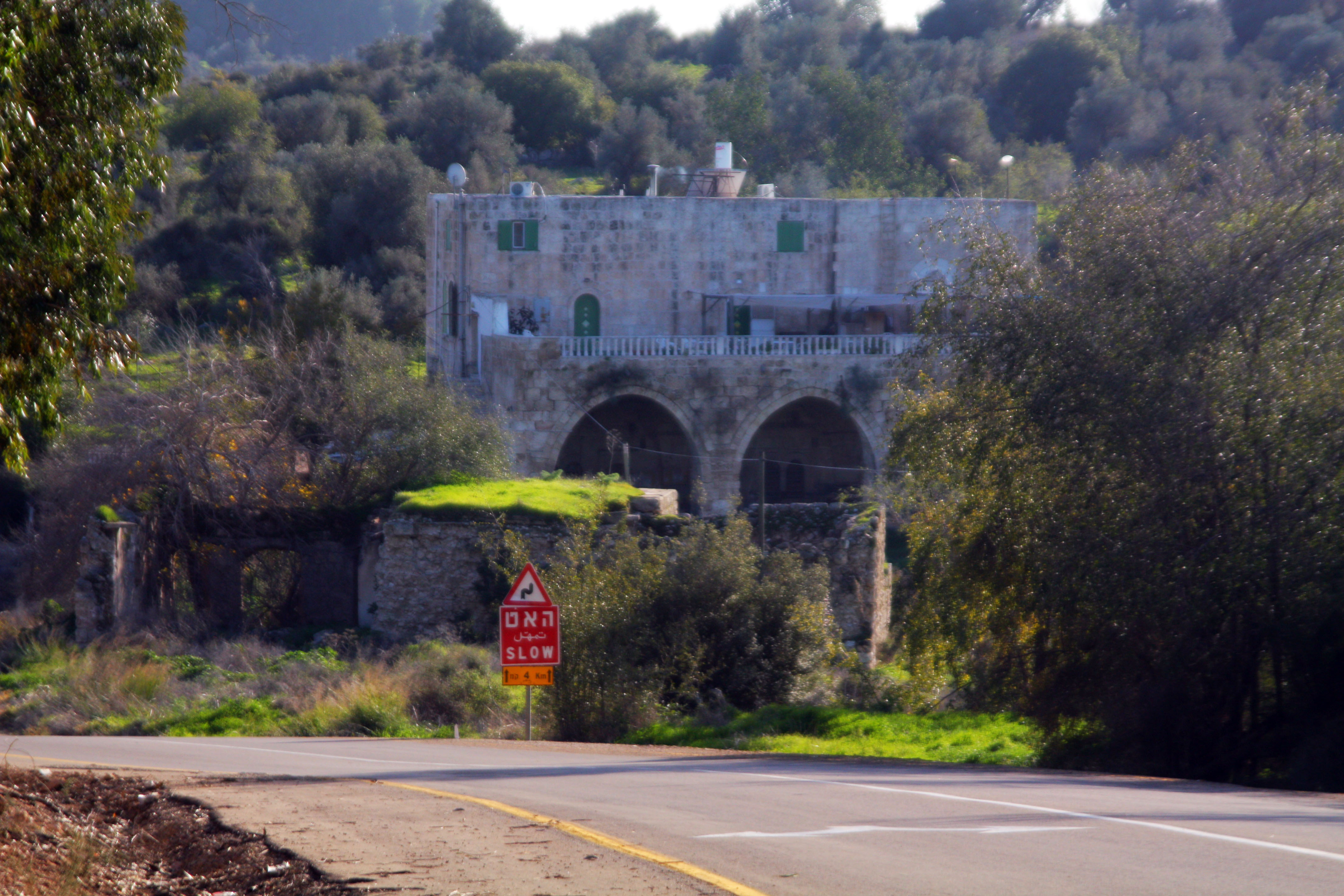
Дом в мошаве, один из немногих сохранившихся домов в Агуре.

Агур (ивр. עַגּוּר‎) — израильский мошав в долине Шфела к югу от Бейт-Шемеша, административно относящийся к региональному совету «Мате-Йехуда».

## История
Мошав был построен в 1950 году на месте арабской деревни Аджур. Первоначально мошав Агур входил в состав регионального совета Ха-Эла, пока в 1964 году этот региональный совет не вошёл в состав регионального совета Мате-Йехуда.
Первыми жителями мошава были выходцы из Йемена, прибывшие с перевалочного пункта Эйн-Шемер. Новые поселенцы не смогли удержаться на земле, разъехались по разным населенным пунктам и в 1953 году основали мошав Нахала.
В 1953 году это место заселили репатрианты, приехавшие из турецкой части Курдистана и прибывшие в мошав прямо из порта Хайфы. В январе 1955 года два тракториста, члены мошава Маво-Бейтар, выполнявшие сельскохозяйственные работы в мошаве Агур, были убиты во сне. След убийц вел к Хевронскому нагорью. В 1961 году мошав был подключен к национальной электросети.
В настоящее время в поселении проживает около 75 семей, и большинство его жителей работают за пределами поселения, в близлежащих городах: Бейт-Шемеше и Иерусалиме. До середины 1980-х годов местная занятость основывалась на сельскохозяйственной экономике, которая включала в себя: полевые культуры, плантации авокадо, груши, виноград и выращивание мяса птицы.

## Население
По данным Центрального статистического бюро Израиля, население на начало 2020 года составляло 528 человек.